# Michail Wassiljewitsch Alexejew

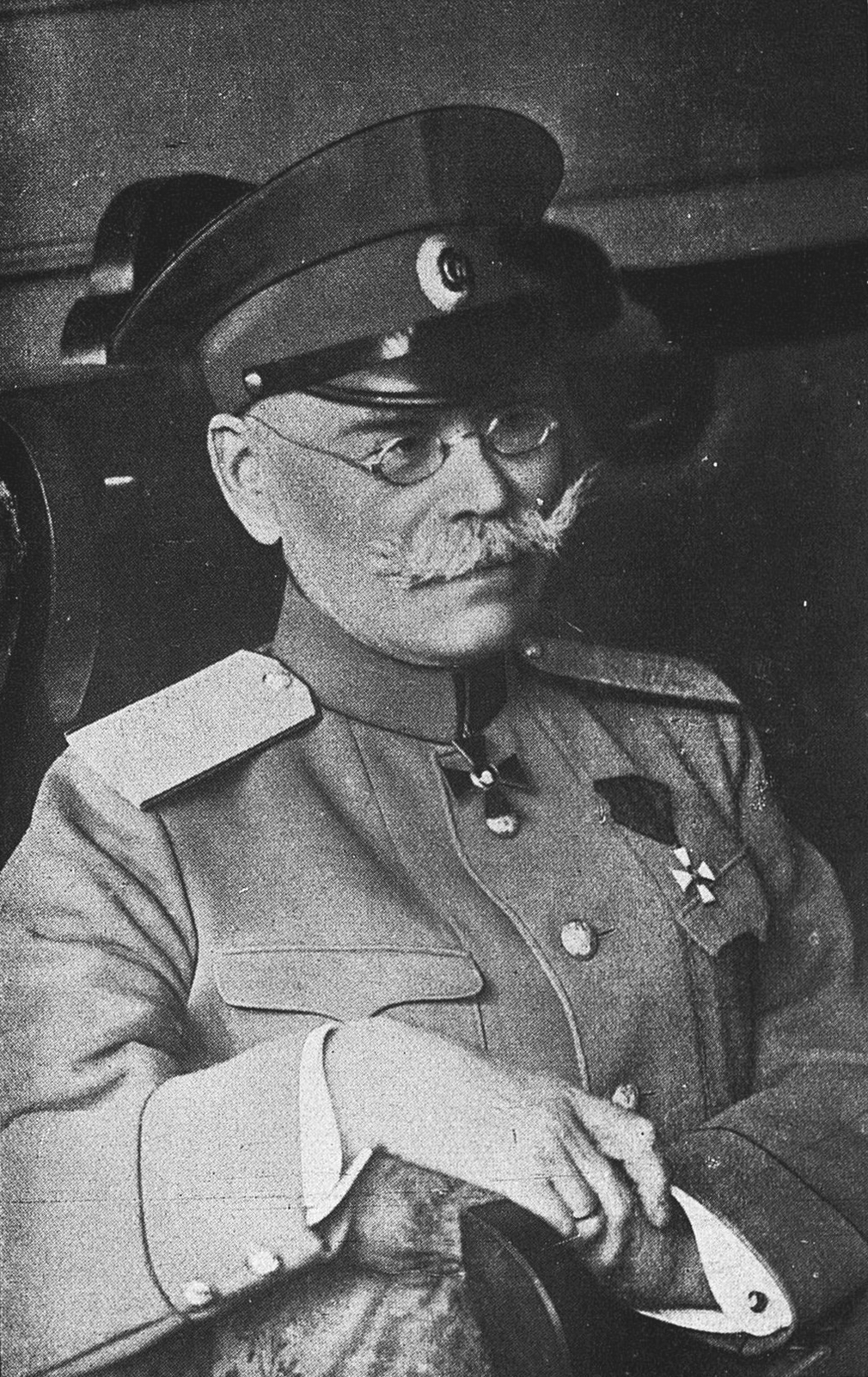
General Alexejew, 1918

Michail Wassiljewitsch Alexejew (russisch Михаил Васильевич Алексеев; * 3. Novemberjul. / 15. November 1857greg. in Twer; † 25. Septemberjul. / 8. Oktober 1918greg. in Jekaterinodar) war ein General der kaiserlich-russischen Armee. Im Ersten Weltkrieg war er seit 1915 Befehlshaber der Nordwestfront. Zwischen 1915 und 1917 war er Generalstabschef des Zaren und nach der Februarrevolution von März bis Juli 1917 Höchstkommandierender. 1918 kämpfte er im Bürgerkrieg gegen die Bolschewiki.

## Leben

### Herkunft
Alexejew verkörperte wie viele seiner Generation den Typus des Aufsteigers in der Armee des Zaren. Er selbst stammte aus bescheidenen Verhältnissen – sein Vater war gemeiner Soldat – und nutzte die sozialen Aufstiegsmöglichkeiten, die die Streitkräfte damals jungen Männern boten. Er trat im Alter von 19 Jahren in die Armee ein und absolvierte 1890 die Generalstabsausbildung. Für einen Mann seiner Abkunft konnte diese Karriere schon allein als bemerkenswert gelten, denn die russische Armee war im 19. Jahrhundert noch tief sozial gespalten. Einer dünnen Schicht von Adligen, die die höchsten Ränge besetzten, standen schlecht entlohnte rangniedere Offiziere gegenüber. Ein Jahr vor dem Russisch-Japanischen Krieg wurde Alexejew in den Generalsrang erhoben.

### Weltkrieg
Zu Beginn des Krieges im August 1914 wurde Alexejew als Stabschef der Südwestfront unter Nikolai Iwanow abkommandiert. Diese Front erreichte gegen die Armee der Donaumonarchie bedeutende Erfolge, sie eroberte Lemberg und fast das gesamte Galizien. Die russische Armee war zu Kriegsbeginn in zwei Fronten gegliedert, die Nordwest- und die Südwestfront. Aufgrund von persönlichen Querelen war die Kooperation zwischen dem Chef des Generalstabes Nikolai Januschkewitsch und General Iwanow ungenügend. Zur besseren Abstimmungen ernannte die Stawka Alexejew am 17. März 1915 zum Oberbefehlshaber der Nordwestfront, da er und Iwanow gut zusammengearbeitet hatten. Das positive Ergebnis blieb allerdings aus, die Fronten operierten weiterhin ohne gemeinsame Abstimmung, mit allen Konsequenzen für die Truppe.
Im August 1915 übernahm Zar Nikolaus II. persönlich das Oberkommando des Hauptquartiers, da die Truppen unter Großfürst Nikolai Nikolajewitsch schwere Niederlagen erlitten hatten. Alexejew wurde neuer Generalstabschef des Heeres – de facto war er aber der Oberkommandierende, da der Zar zwar pflichtbewusst, aber wenig entscheidungsfreudig war.
In seiner Funktion als Chef der Stawka erwies sich der General als Offizier der alten Schule. Er regte weder taktische Neuerungen an, noch versuchte er die Armee strukturell auf einen modernen Krieg vorzubereiten, wenn man von Anstrengungen auf dem Rüstungssektor absieht. Er versuchte zwar oft, unfähige Befehlshaber abzusetzen, doch bediente er sich des höfischen und kameradschaftlichen Intrigenspiels, das ebendiese Leute auf hohe Posten gehoben hatte. Die Chance, dieses System zu ändern, statt es zu benutzen, verfehlte er, falls er sie je hatte. Ebenso protestierte er zwar gegen politische Unbilligkeiten, wie den Kriegseintritt Rumäniens, dem er auch substantielle russische Hilfe verweigerte. Er konnte sich allerdings in dieser Hinsicht nie wirklich durchsetzen und zog seinen Posten einem für ihn gefährlichen Machtwort vor. Ebenso führte er politisch motivierte Befehle aus, obwohl sie militärisch unsinnig waren. Er war der Vordenker und Befehlshaber hinter dem Großen Rückzug der russischen Armee vom Herbst 1915.
Nach der fehlgeschlagenen Schlacht am Naratsch-See im Frühjahr 1916 glaubte auch er nicht mehr an die Angriffsfähigkeit der russischen Armee, ohne allerdings die wahren Gründe für ihre zweijährigen Niederlagen zu erkennen. Somit stellte er sich als Hemmschuh für die im Sommer 1916 begonnene erfolgreiche Brussilow-Offensive heraus, da er durch die vorhergehenden Ereignisse in dasselbe Phlegma gefallen war, das die gesamte Kaste der alten Offiziere lähmte.

## 1917 und 1918
Mit Beginn der Februarrevolution 1917 übte Alexejew, der im regen Kontakt mit etlichen Politikern stand, zusammen mit anderen hohen russischen Feldherren einen erheblichen Druck auf den Zaren Nikolaus II. mit dem Ziel aus, ihn zur Thronabdankung zu bewegen. Bereits am 1. März schickte er ein Telegramm an den Zaren, dem ein Projekt der Abdankungserklärung beigefügt war. Am nächsten Tag leitete er dem Zaren die Telegramme der Befehlshaber russischer Truppen Nikolai Nikolajewitsch Romanow, des Onkels des Zaren, Brussilow, Ewert und Sacharow zu, in denen sie um die schnelle Thronfolgeregelung baten. Als Nikolaus II. sah, dass die Armee, die eine seiner wichtigsten Stützen war, sich gegen ihn gewendet hatte, war er zur Übergabe der Staatsgewalt bereit. Diese Entscheidung des Herrschers wurde von ihm später sogar dahingehend erweitert, dass er nicht nur für sich, sondern auch für seinen Sohn die Abdankungsurkunde unterzeichnet hatte. Gleichzeitig erklärte Nikolaus II. auch seinen Rücktritt vom Posten des Oberbefehlshabers der russischen Armeen. Für eine Weile war Alexejew als Kandidat für die Nachfolge des Zaren vorgesehen, was jedoch nach starkem Widerstand aus den Reihen der russischen Staatsduma wieder fallen gelassen wurde.
Die Rolle Alexejews blieb weiterhin zwielichtig. Er war zum Stabschef ernannt und sanktionierte den Arrest des Generals Kornilow am 1. September 1917, einen Tag nachdem dieser einen Aufstand gegen die Provisorische Regierung von Alexander Kerenski angezettelt hatte. Daraufhin wurde Alexejew zum Oberbefehlshaber der russischen Streitkräfte ernannt, erklärte jedoch bereits nach 12 Tagen seinen Rücktritt. Nach der Oktoberrevolution 1917 reiste er in das Don-Gebiet, nach Nowotscherkassk, wo er mit Billigung des Befehlshabers der Donkosaken Kaledin die Bildung antibolschewistischer Freiwilligenarmee anregte und vorantrieb. Nach der Ankunft des Generals Kornilow, der es nie vergaß, dass es Alexejew war, der ihn im September 1917 verhaften ließ, begannen zwischen beiden Kommandeuren starke Zerwürfnisse, bis sie sich auf die Trennung der Funktionen einigten. Kornilow übernahm den Befehl über die kämpfende Truppe, während Alexejew sich auf die Fragen der Innen- und Außenpolitik und der Finanzen stark konzentrierte. Nach dem Tod Kornilows führte Alexejew die Freiwilligenarmee zurück in die Don-Gegend. Am 31. August 1918 übernahm er den Oberbefehl über die Freiwilligenarmee und organisierte die sogenannte Sonderversammlung, die die Rolle der Regierung im Don-Gebiet übernahm. Der Panzerzug General Alexejew trug seinen Namen. Alexejew starb am 8. Oktober 1918 an einem Herzanfall. Nach dem Zusammenbruch der Weißen Armee überführten die Reste der antisowjetischen Truppen seinen Leichnam nach Belgrad, wo man ihn bestattete.
Alexejew war einer der bedeutendsten zaristischen Militärs am Anfang des 20. Jahrhunderts.